# 上梧村
上梧村是中国福建省莆田市涵江区白塘镇下辖的一个行政村，位于白塘湖西北侧，是白塘镇人民政府所在地。省道201线贯穿辖区。全村现有耕地220亩，主要经济收入靠历史遗传的豆腐加工业，是一个人多地少的村，农村经济收入以加工业和建筑业为主。

## 行政区划
上梧村下辖3个自然村，7个村民小组

3个自然村：上俞、度下、梧郊。

### 上俞自然村
现称上梧村上俞，古称榆溪境。属白旗。北邻集奎村后亭，南邻上梧村梧郊，东邻洋尾村李角、集奎村后亭，西邻上梧村度下、集奎村后亭。紧邻白塘湖公园。境内宫庙约有九座，其中两座三一教宫庙；两座佛教宫庙；五座本土信仰宫庙。
上俞人口大约1000多人，主要姓氏为俞、喻两个大姓，蒋、郑、刘、陈等小姓。旧时主要生计以制作豆豉，外出务工。境内有同治、民国时期的石碑留存在村里。俞姓是主要的姓氏群体，有约70户及300多人。其次的姓氏群体是喻姓，有约158多人。俞从莆田土头搬到上俞，他们有东西部两个支系，东部分支大约有48户176多人，西部分支有46户210多人。有一个共同的祠堂。西部分支原有祠堂，现已拆毁。蒋姓约46户174人。其他姓氏陈、刘、郑、戴、约74户401多人。
旧时上俞七境同盟。该联盟的控制范围是上俞度口铺（警察/防卫队）和孝义里、直街大埕铺。明代上俞、大西埕两村分离。清代度口村（现称集奎村后亭）与上俞脱离。现在，这些村庄被上梧行政村和集奎行政村管理。晚清各旗同盟中，上俞七境同盟是白旗联盟的一部分。上俞七境同盟现已不复存在。

#### 传统文化
榆溪境境内每年元宵赐福为农历正月十七、十八两日。
迎福宫位于上俞，是上俞七境同盟主殿。主神是慈济真君。以前的每年元宵节，神像都会被带到每个联盟的村庄。这些集体游行因为特殊的原因尚未恢复。
文革前，境内有龙舟（船），文革期间境内龙舟（船）被毁，现存“龙头”、部分“龙脖”。二零一九年下半年境内善男信女出资募捐重建龙舟（船）。上俞（榆溪境）在白塘湖划龙舟（船）的习俗得以恢复。

#### 村落建筑

##### 慧林亭
位于上俞260号。佛教场所。建造年代清代-现今。

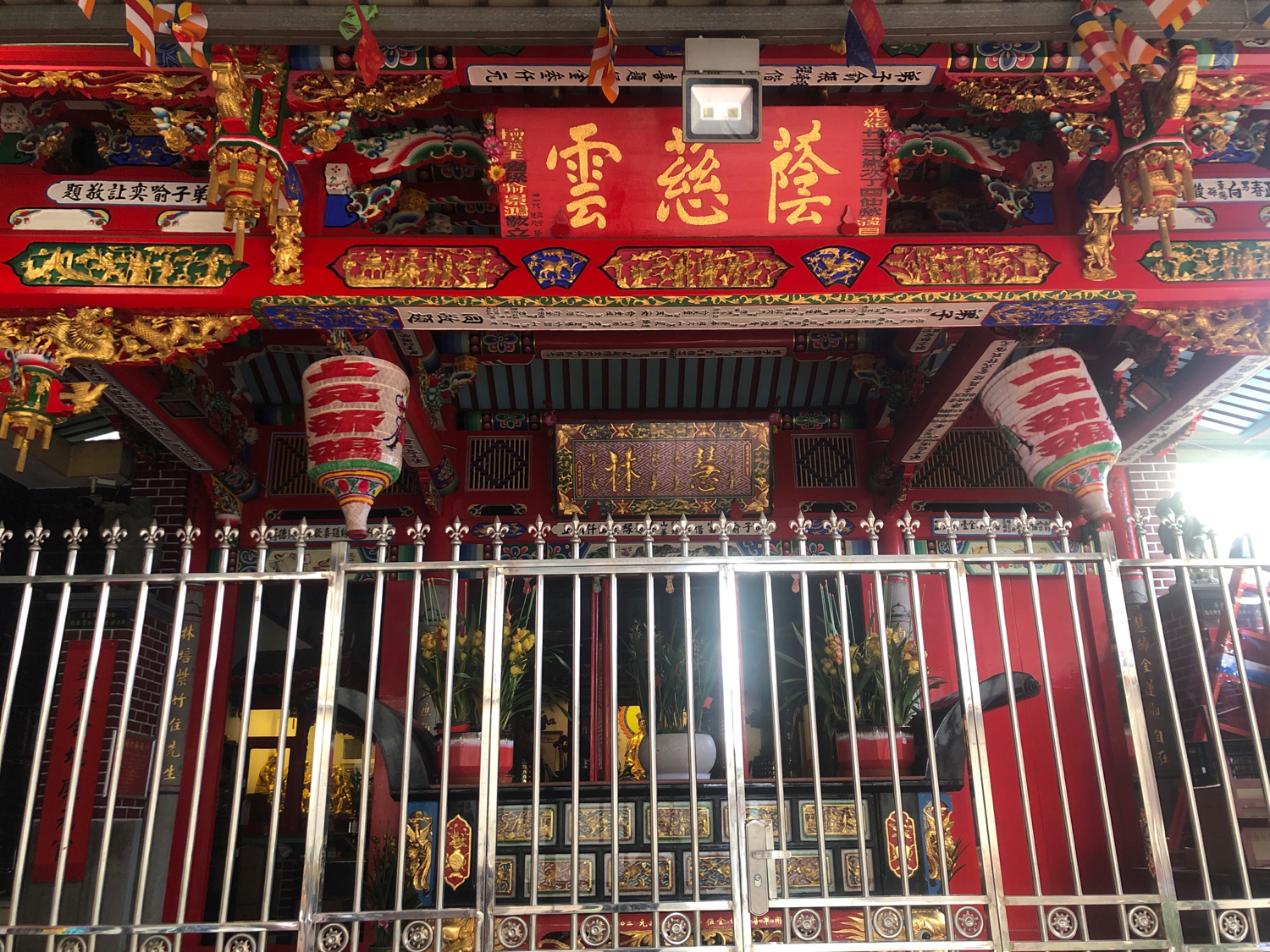

中坛主祀千手观音，左坛祀韦陀菩萨，右坛祀伽蓝菩萨，左右墙壁处祀十八罗汉。
上俞慧林亭，《莆田县宗教志》记载:“观音亭，在上梧村，清代初年创建”。现存观音亭史迹“拜石”，铭文“雍正元年立”。亭匾“慧林”二字，据考证，为清康熙丁酉举人何白书迹。

##### 中一堂
位于上俞。三一教场所。建造年代？-现今。

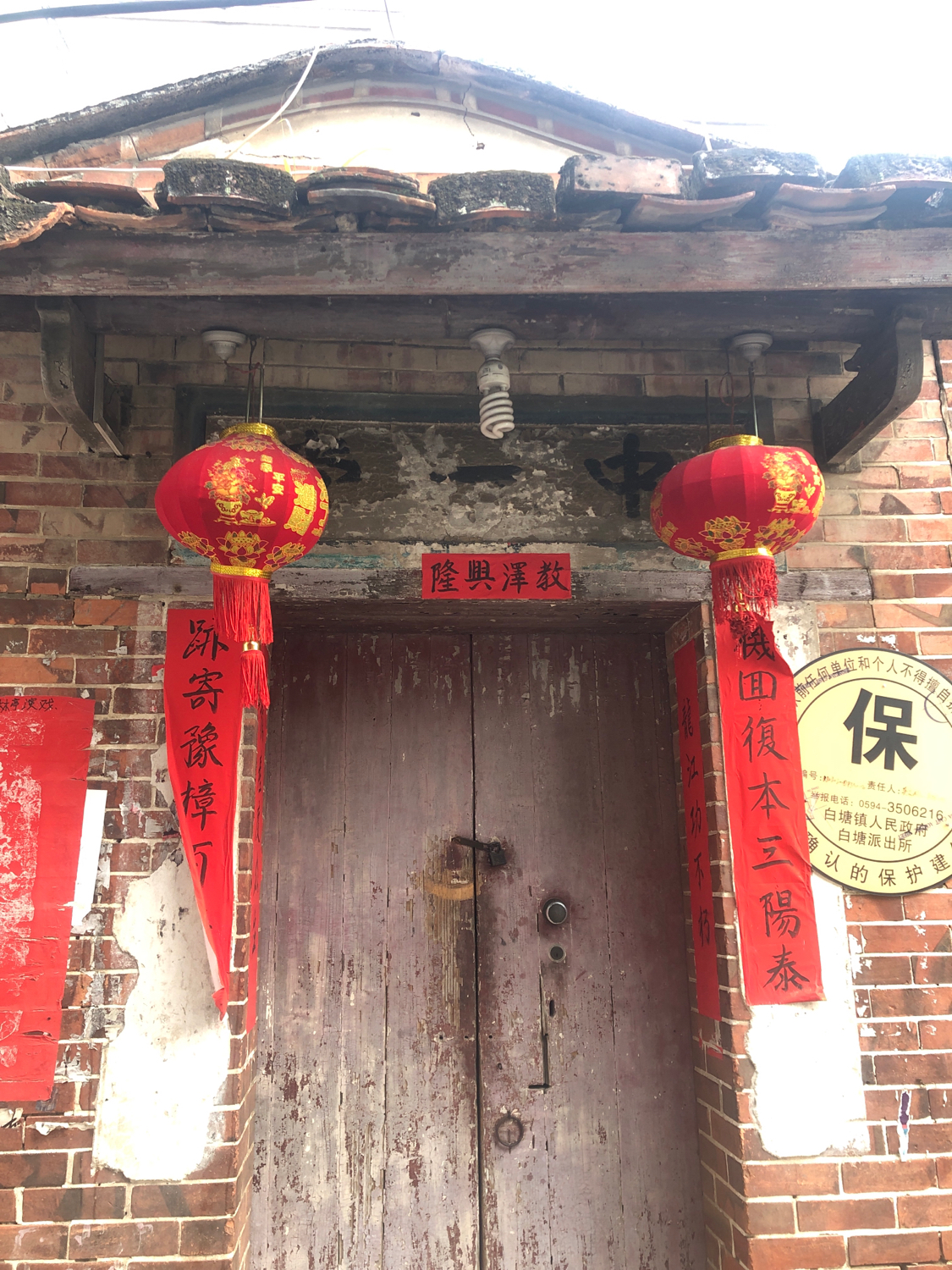

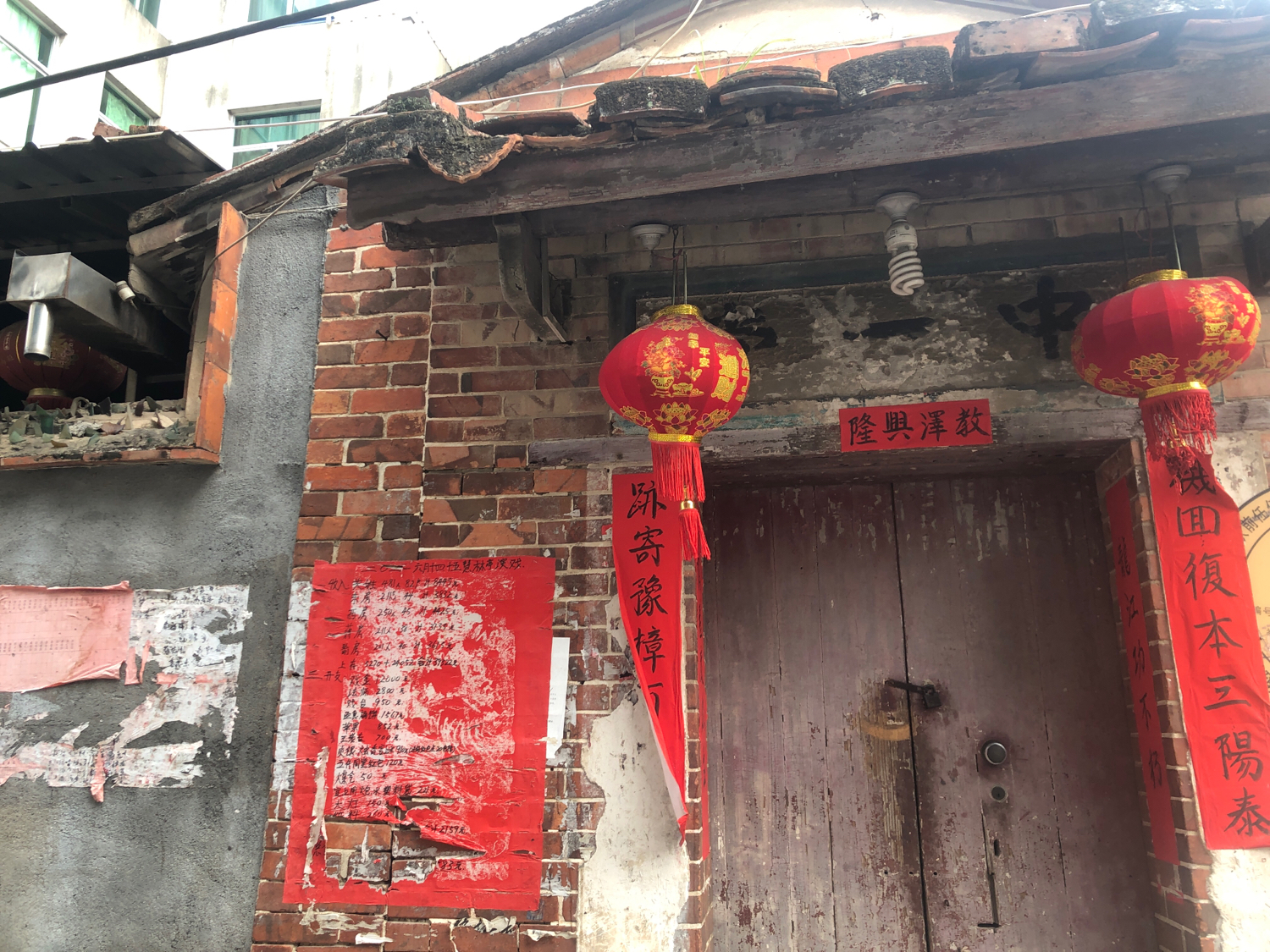

中坛祀三一教主，左坛祀齐天大圣，右坛祀田公元帅，左右壁画处祀皂隶。

##### 玉兴堂
位于上俞。本土信仰宗教场所。建造年代？-现今。

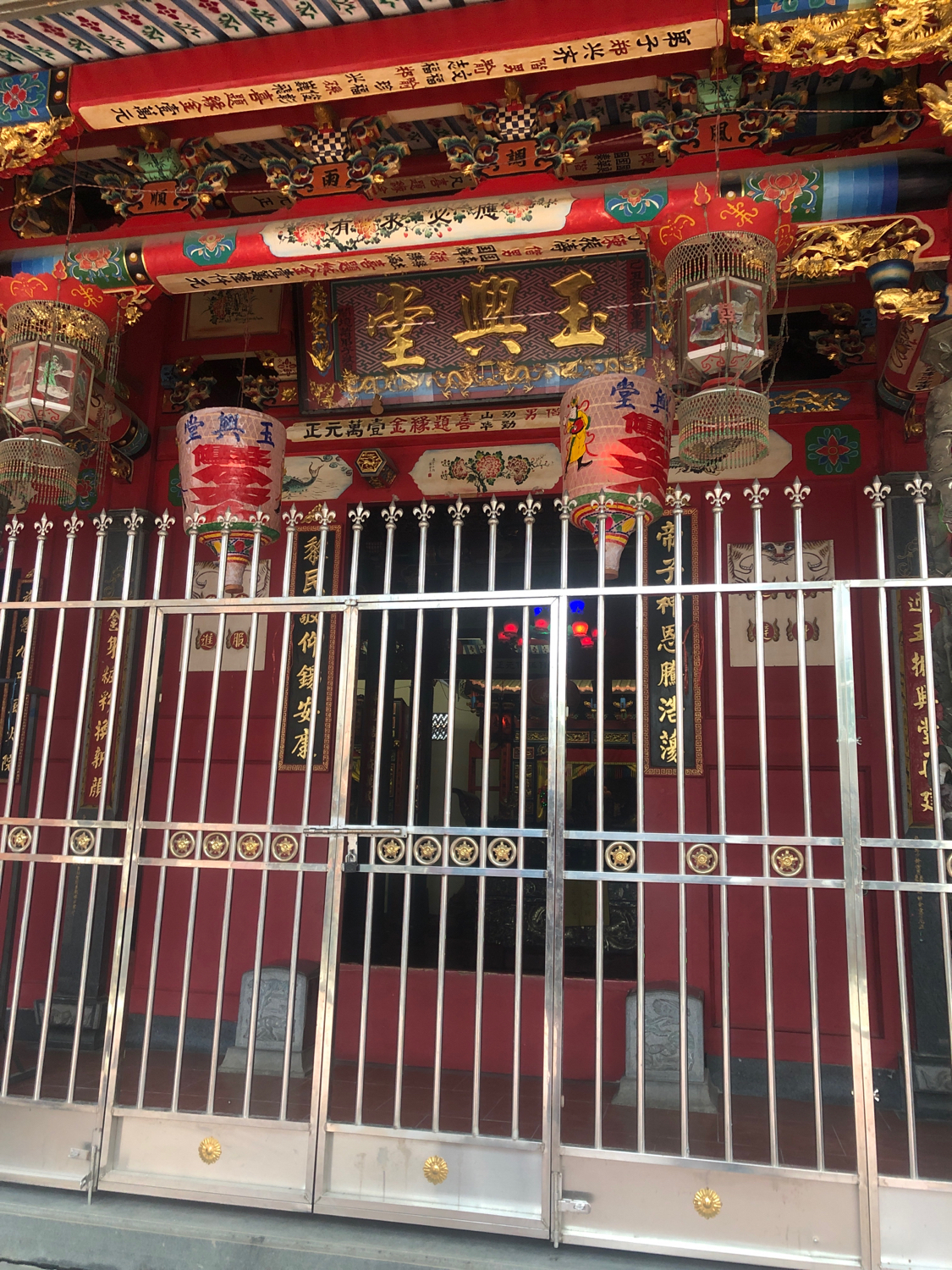

中坛祀田公元帅、护法风、火二童，左坛祀白牙大将，右坛称“受福社”祀尊主明王、后土夫人，左右壁画处祀皂隶。玉兴堂原本是受福社的祭坛，属于少数姓氏族群。
宫中头灯竖排红字将田公元帅写作“辛公大人”张公圣君写作“乌公大人”。

##### 双成堂
位于上俞。三一教场所。建造年代清代-现今。

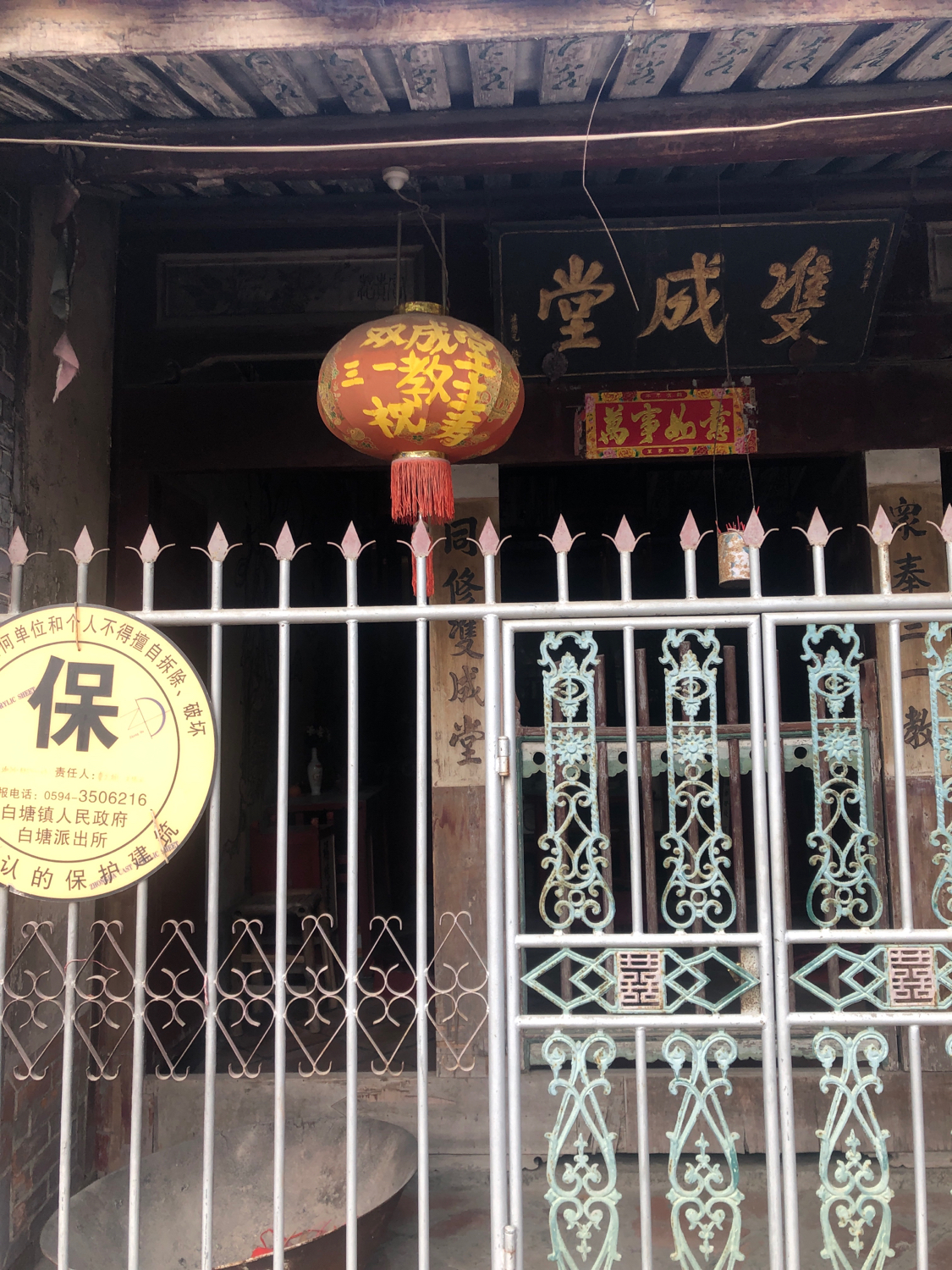

中坛祀三一教主，左坛祀田公元帅，右坛祀韦陀菩萨，左右壁画处祀皂隶。

##### 西兴社
位于上俞。本土信仰宗教场所。建造年代？-现今。

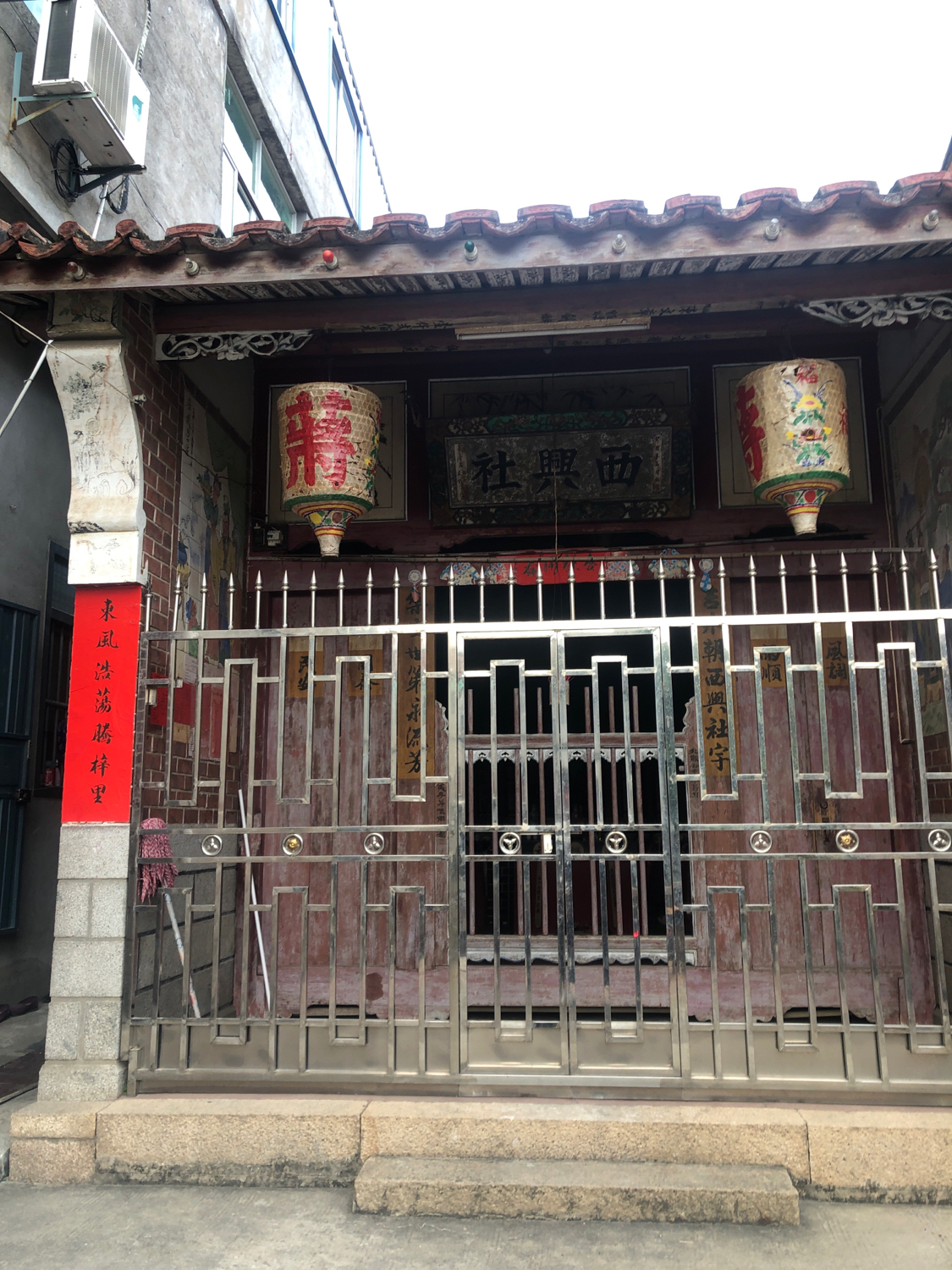

中坛祀尊主明王、后土夫人，左坛祀福德正神，右坛祀齐天大圣，左右壁画处祀皂隶。属于蒋姓祭坛。

##### 迎福宫
位于上俞，紧临迎福寺。本土信仰宗教场所。建造年代明代-现今。1995年重建，现宫宇三间宽，二进歇山顶，前廊开三大门，木板为墙肚，通体漆红，墙裙以平面条石砌成，廊两侧墙设小神龛。下厅较长，三对柱支撑，大门进置公案与前后香桌，墙绘八班图像。下厅右侧设小神龛，祀一只神龙。上下厅之间以平顶相连接，中间置天井，天井之上立柱建亭阁式屋顶翘角飞檐。天井四角落各立一石柱，其余均为木柱。上厅以后一对柱为干，嵌落地护栏，厅后设三大帐，梁上掛“慈惠济世”、“求必应”、“保安康”，中间前掛“显迹常山”顾，上厅前置将军帐。宫内上下厅及两廊掛满垂帘珠灯，整齐美观。中坛中帐祀保生大帝、张公圣君、杨公元帅、刘公元帅、哪吒太子，左坛祀太乙仙姑，右坛祀尊主明王、后土夫人，墙绘四大天王像，左面墙壁处靠经门旁边祀有协虎将军，左右壁画处祀皂隶。
相传郑成功准备收复台湾时，他的军队为了造船拆毁了寺庙。后来在台湾也建造了一座迎福宫。

##### 迎福寺
位于上俞，紧临迎福宫。佛教场所。建造年代？-现今。中坛祀准提佛母，左坛祀韦陀菩萨，右坛祀伽蓝菩萨，如来佛祖在迎福寺供奉位置未知。迎福寺原为祈雨寺，为周围二十四个村子求雨。

##### 振兴宫
位于上俞，建造年代？-现今，建筑是内嵌在迎福寺，整体面积较小。本土信仰宗教场所。中坛祀慈济真君，左坛祀田公元帅，右坛祀齐天大圣，左侧墙壁槽内供奉天上圣母，右侧墙壁槽内供奉未知姓氏的爷和大爷二爷，两侧墙壁均有童子、皂隶壁画。

##### 树德祠
位于上俞。本土信仰宗教场所。建造年代明代-现今。主祀蔡公、太虚普明、王母娘娘，天上圣母、观音大士。属于关门教。
为明代福建创建的第一座金堂教总堂。在莆田有分堂130多处，后又传教台湾。据《莆田县宗教志》载∶树德堂信奉莆田蔡阿公教，又称金堂教，为佛教分支，男女聚会吃斋。明万历年间永平府顺圣县人王左塘，太灵(太虚）所立。四祖蔡文举(莆田人，称蔡阿公)、清圣祖康熙二十二年(1683年)，蔡文举曾孙蔡权传金堂教去台湾。蔡文举，莆田孝户人（今涵江镇前宁海桥北)，久在浙江温州经商（传明代贩运兴化桂元、糖往江浙—带出售)，加入当地人姚文宇的龙华教，后改入金堂教。
蔡文举与同乡陈直斋传金堂教来莆田，于上俞自然村创建福建省第一座金堂教总堂。蔡于其族亲中收徒10人，称“蔡公(教)十大房头”。据说原来规模很大，有9座建筑物，今残存外门及第一进房屋蔡宅顶厝，称树德堂，现匾挂树德祠。堂主蔡姓世传。金堂教教徒严遵秘密教规，堂外大门紧闭，非教徒不得随意进入，造成外人—向错猜为反清复明的秘密地下组织。

##### 古官道
建造年代？-现今

##### 榆溪桥
位于上梧上俞村南。建造年代？-现今，清同治十年(1871年) 重建，民国2年(1913年)重修，石梁，长23米，宽2.42米，筏形墩，3孔，桥北有清代建筑桥楼1座。

##### 圣妃埭
圣妃埭坐落于今上俞，建造年代?-现今。通体为石质的特殊建筑，古时用途为船只通行的安全航标，现为村落地标。下文引用的是上梧村上俞当地村民为圣妃埭撰写的相关故事。文中部分段落和词语有删减修改。
圣妃埭的传说
2022年初(正月十八日)大地回春，春光明媚之季。 莆田市文史，文物有关专家吴国柱等人，心潮澎湃地为文化遗产的韵味所在，辛垦地来到白塘上俞村，寻找我村古文化之处——圣妃埭。 己来几次寻找不到此地之名景，恰巧地接到上俞村村民喻星光的讲述汇报，并考察论证证实圣妃埭的地基正是榆溪境上俞村落的航标塔。塔顶上，特有石雕由朝廷树立授匾牌作惦念。
  南宋（公元1127年），宋高宗赵构执政时期，兴化湾显化着:“沉七洲，浮兴化（蒲田）”的历史真实、现实的传说。海纳百川地立铸木兰溪，接府址由新县处搬迁，往蒲田，又名兴化府(蒲田）。而大兴土木，围滩造田，川流不息。
  木兰溪，起源于木兰村，分南北洋方，南面方自木兰村至黄石镇的海滨村，遮浪村、东甲村临海之筑镇海滩埭(堤)造田，北面方木兰村至镇前村。 洋尾村、上梧村上俞(榆溪境）、集奎海滩，筑埭(堤)，造田。其南北规模十分宏观，感动了朝廷，定在今上梧村上俞(榆溪境）埭旁，与后亭埭旁相依海滩河道链接。为船只航行安全标志，而建一座航标之塔。并命名“圣化地“碑志，广为流传。
  元朝(1341年），至正年兴化府内又兴起向外滩筑埭(堤)造田，并呈成村庄，名:下坝里廿四村（三八片），就是当今村落。圣纪塔确系考证证实；先有“圣妃塔”后有“下坝里廿四村”。
  圣妃塔。经过朝代和历史的变迁，历史居久。立务标树着兴化大地几经波澜的时代和人杰地灵。值得深入理解文化遗产保护的重要性，非常有价值和纪念意义。
白塘镇上俞村（榆溪境）村民
作者:雨来

2022年4月16日
| 姓名        | 缘金        | 姓名      | 缘金        |
| ----------- | ----------- | --------- | ----------- |
| 蒋文山      | 650元（￥） | 张银凤    | 100元（￥） |
| 俞晓阳      | 600元（￥） | 南程 吓丽 | 100元（￥） |
| 俞玉荣      | 555元（￥） | 哆头仔    | 100元（￥） |
| 喻文芳      | 500元（￥） | 俞志明    | 100元（￥） |
| 上俞弟子    | 300元（￥） | 俞金辉    | 100元（￥） |
| 喻国荣      | 200元（￥） | 俞细南    | 100元（￥） |
| 蒋吓珍      | 200元（￥） | 陈振章    | 100元（￥） |
| 洋尾 黄文清 | 200元（￥） | 郭玉凤    | 100元（￥） |
| 喻过海      | 100元（￥） | 俞金海    | 100元（￥） |
| 喻礼贤      | 100元（￥） | 喻金地    | 100元（￥） |
| 俞云妹      | 100元（￥） | 俞金雄    | 50元（￥）  |
| 俞吓静      | 100元（￥） | 俞金武    | 50元（￥）  |
| 喻朝英      | 100元（￥） | 俞金象    | 50元（￥）  |

##### 西福祖社
位于上俞，紧邻中一堂。建造年代？-现今，本土信仰宗教场所。属于戴姓。主神是尊主明王、后土夫人。

##### 俞氏宗祠
位于上俞。宗族祠堂。建造年代明代-现今。
属于俞姓。供奉俞氏先祖。

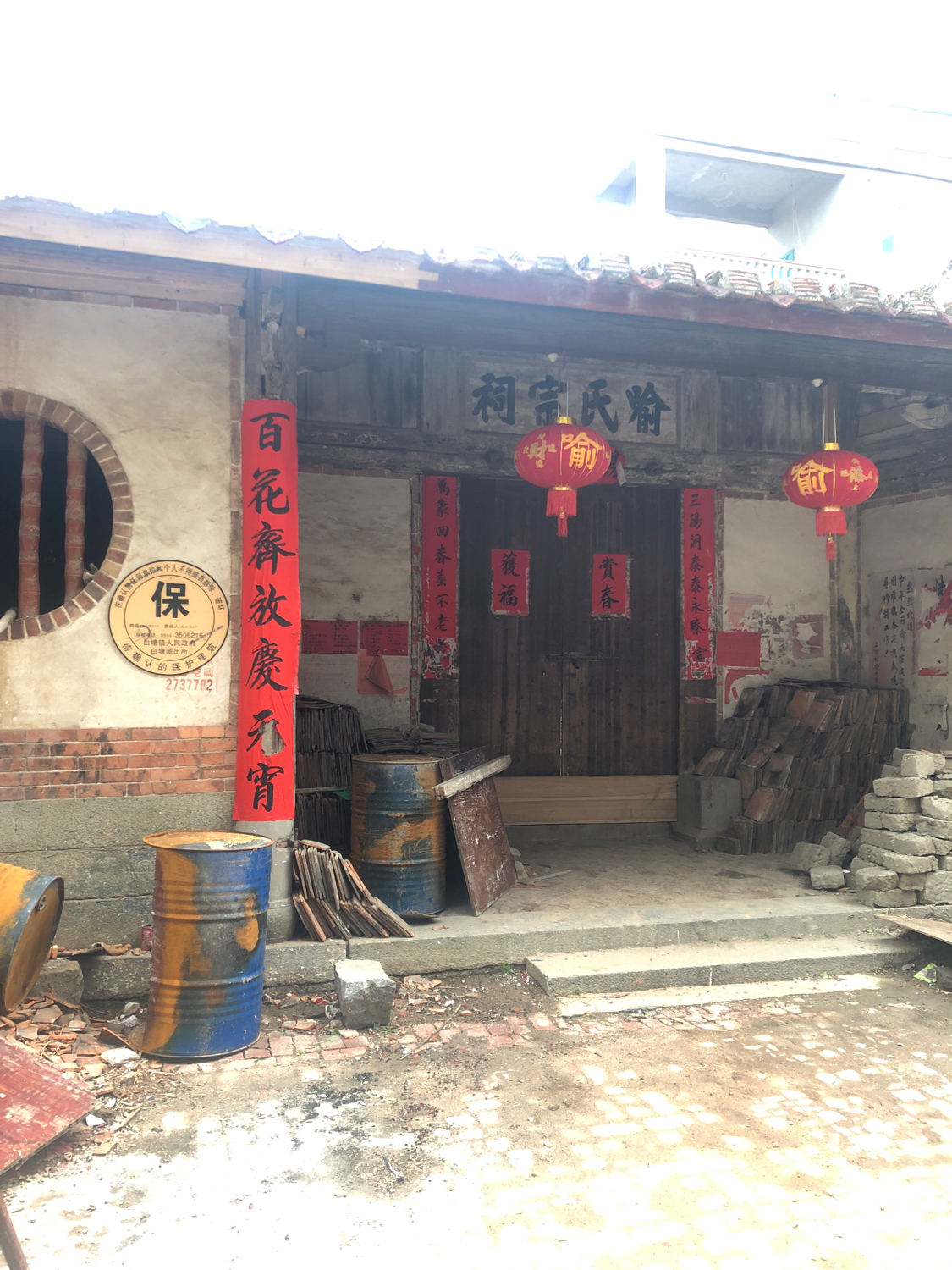

唐高宗时期，俞氏入闽。上俞建有俞氏宗祠，堂号“流水堂”。史上有二座，现仅存一座，一村一姓二祠堂，属少见。虽经历史风雨沧桑巨变，但古貌犹存。古祠堂座北朝南，前有朝山(壶公山)，大门面对白塘湖的西偏角，湖似宝镜，俗称“福气偏心照我”。古建筑为砖木结构，飞檐翘角。屋置天井，俗称有“天空一角”，“四水归堂”，“肥水不外流”之说。有前厅、正厅，史上为礼仪往来之用。前厅左右各有偏房一间，现已不存。

##### 喻氏宗祠
位于上俞555号。宗族祠堂。建造年代？-现今。属于喻姓。供奉喻氏先祖。建筑左侧有喻氏旧宗祠，目前旧宗祠用来存放龙舟。

### 度下自然村
现称上梧村度下，古称西亭境。属黑旗。

#### 传统文化
境内有龙舟（船）二艘

#### 村落建筑
暂时未知

### 梧郊自然村
现称上梧村梧郊，古称梧郊境，另称“墓兜”。属红旗。

#### 传统文化
境内有龙舟（船）五艘。其中一艘捐赠于莆田市博物馆。

#### 村落建筑
暂时未知

## 交通
- 福建省道201线[2]

### 引用
1. 1 2  莆田白塘湖，福建省最大的天然湖，也是莆田二十四景之一，“白塘秋月”胜景的所在地，景区占地2.4平方公里，位于涵江区南郊约2公里处，省道涵黄公路东侧，亘跨白塘湖上梧、洋尾、镇前三镜，交通极为便利。

白塘湖景区自然风光优美，文化积淀深厚，文物内涵丰富，人文景观与自然景观交相辉映，众多景观与抗金名将李富、民族英雄文天祥、戚继光等历史名人有关，是宝贵的历史文化遗产，而且，整个景区与向南不远的莆田二十四景之一的“宁海初日”和“梅妃故里”构成了众多景点连片，极具观赏价值的旅游胜地。
2. 1 2  福建省道201线起于宁德蕉城漳湾，终于漳州东山县城关（简称漳东线），途经宁德、福州、莆田、泉州、厦门和漳州6个设区市以及漳州开发区，经过蕉城等25个县（市、区），是“八纵九横”省道中路线最长的省道，集港口交通集疏运、临港工业集聚、沿海土地综合开发、国防交通战备、防洪防潮减灾及旅游观光等六大功能于一体。

省道S201线路段（自北向南）：宁德漳湾—罗源鉴江—连江官头—福州琅岐—长乐漳港—福清江阴—莆田秀屿—仙游枫亭—肖厝—惠安辋川—泉州—石狮水头—晋江围头—南安石井—厦门—龙海港尾。
3. 1 2 3 4  集奎村下辖四个自然村，分别为集奎、岱埕、后亭、西湖。村民总户数968户，总人口3758人，其中男性人口1809人，女性人口1949人。本村总面积1.5平方公里，现有耕地面积390亩。本村党总支部设一个，分集奎，岱埕，西湖、后亭三个党支部，党员总人数158人。

集奎村与陈桥村、埭里村、洋尾村、安仁村、上梧村、镇江村、周墩村、显应村、镇前村、南埕村、江尾村、柯塘村、后宫村、双福村相邻。

2021年10月，南京大学空间规划研究中心、阿里研究院联合发布2021年淘宝村名单，集奎村榜上有名。

集奎新桥位于涵江区白塘镇集奎村，类别为古建筑。

集奎新桥为莆田市市级文物保护单位。

保护范围：东南至集奎桥头观音亭，西北至新桥头路中心。

集奎村：集奎村下辖四个自然村，分别为集奎、岱埕、后亭、西湖。村民总户数968户，总人口3758人，其中男性人口1809人，女性人口1949人。本村总面积1.5平方公里，现有耕地面积390亩。本村党总支部设一个，分集奎，岱埕，西湖、后亭三个党支部，党员总人数158人。
4. 1 2  我村位于白塘湖西北侧，白塘镇人民政府所在地，省道201线贯穿本辖区。全村共有三个自然村，分别为上俞、梧郊和度下。同时，全村由七个村民小组组成，是一个人多地少的村，农村经济收入以加工业和建筑业为主。

我村两委共有7人，党支部成员5人，村委会成员6人，是交叉职务。全村共有656户，总人口2885人，面积约1.5平方公里，现有劳动力1138人，党员数98人，按三个自然村分为三个党员小组。全村从事第一产业182人，第二、三产业893人。全村现有耕地220亩，主要经济收入靠历史遗传的豆腐加工业，其占全村经济收入的30%，竹编加工业占20%，第三产业占20%，靠农业和养殖业为生的占10%，其他收入占20%。

上梧村与镇江村、安仁村、洋尾村、周墩村、陈桥村、显应村、镇前村、集奎村、南埕村、埭里村、江尾村、柯塘村、后宫村、双福村相邻。
5. ↑  洋尾村是宋朝爱国将领、兴化大慈善家李富的故居。由李富开创的白唐李氏文化渊源流长，洋尾村也因之于2003年被定为省级历史文化名村，该村中的李富纪念馆于2005年被定为市爱国主义教育基地。洋尾村是宋朝爱国将领、兴化大慈善家李富的故居。

由李富开创的白唐李氏文化渊源流长，洋尾村也因之于由宋朝爱国将领、兴化首位大慈善家李富开创的白塘李氏文化渊源流长，洋尾村也因之成为我市第一批省级历史文化名村。1千年来，白塘李氏的子孙已遍及海内外，其中不乏商界巨子、社会名流。虽然时代不同，但李富所具备的爱国爱乡、造福桑梓、乐善好施的优良品格，仍然是我们宝贵的精神财富，值得进一步发扬光大。洋尾村以文化为契机，保护好、弘扬好优秀历史文化传统，以推动社会主义先进文化的开展，促进社会主义新农村建设。其突出闻名于世的历史名人还有：黄桂（1190-1255）字云卿，号春深，晚号荐藻。福州侯官道山人，福州道山黄氏始祖、御史中丞赠司徒谥忠义黄碣之裔。其父黄邦彦。本族黄公举、兄黄顺卿宋嘉定戊辰年进士官诰院主管。始赐宋嘉泰壬戌年武举出身，宋嘉定戊辰年进士登第三（探花及第），官至太常少卿。南宋庆元六年三月致仕回祖顾老，耋居莆田白塘洋尾。

地处白塘湖畔的洋尾古村落，古村落最早形成于唐代，是李氏族人聚居的一个古老村落，2003年被列为莆田市第一个省级历史文化名村。

走在洋尾村村道上，随处可见古色古香的建筑，有些保存完好，有些已得到修缮。白塘李氏宗亲会会长李金星介绍说，在这个古村落，不仅有大量牌坊、石碑等姓氏文物，还有李富祠、李氏大宗祠、州牧祠、祁阳祠四座古祠堂。这是李氏盛产官员的见证，自宋至清有进士98名，举人62名，职官216名。

据记载，唐高宗时，皇室江国安王李元祥之子李皎为避武则天迫害，逃难到福建南安。宋真宗时，李元祥第十四世孙李伯玉自南安迁到莆田洋尾。又传到安王第十八世孙李富，李富为南宋时期抗金爱国将领，为莆田著名的五贤之一。

据记载，洋尾曾有过7座牌坊，在李角自然村，有三座古坊至今保存完好，分别是佥判第坊、白塘科第坊和柏府归荣坊。

这三座坊均坐落在白塘湖畔。佥判第坊建于宋代，系李富次子、承直郎惠州佥判李廷耀所建，砖木仿楼阁式结构，穿斗歇山顶，两边墀头建有两阙（墙头厝）的假墀，古色古香。建于明代的柏府归荣坊，现存为原始建筑，横跨于古官道上，抬梁式，悬山顶。

始建于明代的白塘科第坊为土木结构，雄伟壮观，坐落在白塘湖岸边。白塘科第坊的梁枋上，刻录着密密麻麻的李氏后人名字和官职。村民李先生说，凡是被刻录在白塘科第坊上的先人都是有功名成就的。
6. 1 2 3 4  不详
7. ↑  在田公元帅下凡途中，他收伏了灵牙将军（白牙大将）。在赴考路上，他又先后收伏了金鸡、玉犬和风、火二童。
8. 1 2 3  尊主明王是社神，据《莆田县宗教志》记载：“社神在我国古代与稷神并列成国家、粮食的象征。社神有社公与神婆，一般是在一起供，偶有单独供的，在文化里神名讲究四字为真，如土地公叫福德正神，社神便叫尊主明王，通常认为是明朝朱元璋以后，一种意见认为，因为朱元璋最早混过明教，所以要求全国百庄社里，所供奉的社神，其来源很有可能就是明教的主神明王或是明尊。 后土夫人一般指后土娘娘，又称後土。源于母系社会自然崇拜中的土地与女性崇拜。全称承天效法厚德光大后土皇地祇，是道教尊神四御或六御中的第四位天帝，她掌阴阳，育万物，因此被称为大地之母。相传她是最早的地上之王。后与主持天界的皇天大帝昊天相配合，为主宰大地山川的的女性神。
9. 1 2  张圣君，又称张圣者，号慈观，道教闾山派道士，被明正德皇帝敕封为“法主神号”。张圣者确有其人，于宋天圣二年(1024年)农历七月廿三出生在福建省永泰县嵩口镇月洲村。据《张氏世谱》记载，张慈观是随王审知入闽始祖张睦第13世玄孙。张慈观的童年和少年都在苦难中度过，四岁丧父，后随母改嫁到盘谷乡连厝林里(今福坪村)的连姓人家为继子。七、八岁时，因家境贫寒，继父让他去放牛，十二、三岁时，以砍伐锄柄谋生，所以当地人叫他张锄柄。十八岁那年，他上闾山学法，修炼武功，决心扶正祛邪，救世救民。 张公圣君，监雷御史，五雷法主，荡魔将军、张圣君，张圣公、张圣者、法主公，俗称张公，为福建省福州，莆仙一带民间所笃信的神明之一，因他的悬壶济世，一般道士都会祭拜。
10. 1 2  “皂隶”顶插五色纸丝花，头戴各式狰狞獠牙面具，有红、蓝、青、黑等颜色。手执竹仗，穿黑衣红裤，腰系红布条，腿托绑带，足蹬草鞋，气势威猛。
11. ↑  意思是只要有人请求、就一定答应。形容容易答应人的请求、好说话。出自《夜谭随录·崔秀才》。
12. ↑  杨元帅，中国民间信仰的神仙之一。东岳十太保中还有一位杨元帅。杨元帅名叫杨彪，因他出生时，“邻惊喊有飞虎至”，故起名为“彪”。“彪”有“虎”之意。《三教源流搜神大全》卷五。

据说杨彪本是汉代廷尉，即中央政府中执掌刑狱的高级官员。他性情和顺，判案公正。有个盗窃主人玩物的，皇帝想定他死罪，但杨彪按律条定了他盗窃罪，依法判处。他的一个老朋友触犯了法律，给了杨彪千金“好处费”请他高抬贵手，杨彪面对重金连眼睛也不眨一眨，对老朋友说：“你这是把我推进脏水坑，让我和你一块挨骂！”坚决分文不收。他对朝廷中的那些受宠大臣犯法的决不手软，就是皇帝求情也不行。

杨彪死后被上帝封为地神。做为东岳十太保之一的阴帅，“察人鬼，断凶顽，校牛头马首之类，剖岩林水国之藏，无不可者。”
13. ↑  刘公元帅是一个法脉的法主，一般称为刘法主，凡是道法高明的法主，通常都被称为法主公，曾经是个僧人，曾参雪峰义存，义存为之剃发为头陀，赐法讳志达，所以又名叫刘志达。后来苦行修道，入闾山修炼道术，半僧半道。传说中因为唐武宗时期贴榜征贤治理顺昌县蛟龙及猛虎，刘志达去将其解决，得到了百姓赞誉，他与龚志道、杨志远两人，在一些地方也被共称为三佛祖师。
14. ↑  民间传说北宋时，福建鄞姓先祖鄞平山生有四男一女，女儿俗名“阿乙”，平时沉默寡言，但勤劳能干，常常干完农活家务之后，就上山去采药，为他人治病，分文不取，渐渐成为远近闻名的民间医生。阿乙擅长妇幼科，拯救了无数妇幼的生命。传说，宋太后患乳疽，四方求医无效，而经她治疗，顽疾痊愈。皇帝大喜，敕封她为“太乙仙姑”。

### 网页
- 莆田市涵江区人民政府涵江区白塘镇政府信息公开[]
- 古文化丰富的上俞村莆田文化 （页面存档备份，存于）
- [莆田城事] 涵江区白塘镇上梧，迎福植福落成庆典
- 地道风物丨上梧村 捻上一抹烟火，便是上梧一种情愫
- 福建省莆田市涵江区白塘镇上梧村 （页面存档备份，存于）

### 文献
- 《莆田县宗教志》
- 《Ritual Alliances of the Putian Plain》Ritual Alliances of the Putian Plain, Volume 2  A Survey of Village Temples and Ritual Activities